# Davide Mazzanti
Davide Mazzanti, född 15 oktober 1976 i Fano i Italien, är en italiensk volleybolltränare. 
Efter att ha spelat volleyboll med Libertas Marotta i serie C blev han intresserad av att utbilda sig till tränare efter att ha träffat Angelo Lorenzetti teknisk kommissionär för Italiens U-20-landslag för herrar.
Han började med att träna ungdomslag för att 2003 debutera som seniortränare för damlaget Star Falconara i serie B1. Han fortsatte som assisterande tränare för serie A1-laget Santeramo Sport säsongen 2005-2006. Efter en säsong hos Teodora Casadio fortsatte han som assisterande tränare för Volley Bergamo under två år (2007-2009). 
Förutom sin aktivitet på klubbnivå arbetade han under perioden 2005-2012 arbetade han med italienska damlandslag som en del av dess stödjande personal och tränade 2009-2010 förbundslaget Club Italia. Efter perioden med Club Italia återvände han till Volley Bergamo, nu som huvudtränare. Med dem blev han både italiensk mästare och supercupvinnare 2011.
Han lämnade 2012 klubben för Piacenza River som han tränade under den följande säsongen fram till februari 2013 då han tog över som ledare för Club Italia. Samtidigt ledde han juniorlandslaget (2012-2014). Därefter återvände han till klubbspel och lyckades vara med och vinna italienska mästerskapet tre år i rad, först med Volleyball Casalmaggiore (2014-2015) och därefter två gånger med Imoco Volley (2015-2016 och 2016-2017).
Sedan 2017 har han varit förbundskapten för Italiens damlandslag. 